# Гюнтер, Виктор Яковлевич
Виктор Яковлевич Гюнтер (11 июля 1945 года, п. Кочки, Кочковский район, Новосибирская область, СССР — 28 марта 2012 года, Томск, Россия) — российский учёный-радиотехник, предприниматель, основатель, первый генеральный директор и главный конструктор ЗАО НПФ «Микран», научный руководитель НИИ систем электросвязи ТУСУР, член Ученого совета ТУСУР, член Попечительского совета ТУСУР, член Высшего экономического совета при Губернаторе Томской области. Кандидат физико-математических наук. При его активном участии выполнено более 20 научно-исследовательских работ, опубликовано более 50 научных статей и докладов, получено два авторских свидетельства на изобретения.

### Биография
В 1969 году окончил Томский Институт радиоэлектроники и электронной техники (ТИРиЭТ) по специальности радиоинженер. С 1969 по 1991 год заведовал лабораторией кафедры телекоммуникаций и основ радиотехники в этом институте.
С 1991 года по март 2012 год работал генеральным директором и главным конструктором ЗАО "НПФ «Микран», а с апреля 2000 года — также научным руководителем НИИ систем электросвязи при ТУСУР.

### Создание ЗАО «НПФ «Микран» и научная деятельность
В 1991 году Виктором Гюнтером на базе научно-исследовательской лаборатории ТУСУР была организована научно-производственная фирма ЗАО "НПФ «Микран». В 1991—1995 гг. Виктор Гюнтер в качестве главного конструктора системы СВЧ-оборудования связи руководил комплексом работ в рамках проекта низкоорбитальной спутниковой системы связи «Сигнал». В период 1995—1998 гг. под руководством Виктора Гюнтера были сформированы основные направления деятельности предприятия: исследование, разработка и производство узлов и модулей СВЧ-диапазона для систем телекоммуникаций, радиолокации, приборостроения и техники специального назначения.
С 2000 года по инициативе Виктора Гюнтера на базе ЗАО "НПФ «Микран» совместно с ТУСУР работает НИИ систем электрической связи (НИИ СЭС), в котором осуществляется практическая подготовка инженерных и научных кадров для Томска и Сибирского региона.
В  период 2005—2010 гг. под руководством Виктора Гюнтера были созданы основные блоки АФАР — активной фазированной антенной решетки радара для разрабатываемого истребителя МиГ-35. Были разработаны радары «Река» и «ЗонТ» для применения в судоходстве и охране объектов. В области разработки и производства цифровой радиорелейной аппаратуры был разработан и освоен в производстве модельный ряд систем связи, которые не имеют российских аналогов и составляет примерно 60 % объема выпуска оборудования цифровой связи предприятиями России. Был разработан подвижный комплекс мобильной связи «МИК-МКС» на базе автомобиля КамАЗ для управления штабами армий.
С участием В.Я. Гюнтера в 2009 году был разработан способ радиолокационного зондирования с использованием непрерывного излучения. В результате применения данного способа была повышен   энергетический потенциал радиолокационных станций.
 В 2010 году под руководством В.Я. Гюнтера была разработана уникальная радиолокационная станция с широкополосным непрерывным линейно частотно-модулированным излучением, которая стала использоваться при проектировании и создании цифровых широкополосных речных и морских радиолокационных систем.  Изобретение позволило упростить технологическую настройку РЛС и, как следствие, снизить её себестоимость при серийном выпуске, а также расширить динамический диапазон амплитуд отраженных сигналов, в котором сохраняется её работоспособность.  
В 2010 году ученым была изобретена экранированная рамочная антенна, что позволило расширить функциональные возможности уже имеющихся устройств и использовать их в системах радиомониторинга, контроля электромагнитной обстановки.
В 2010 году коллективом ученых под руководством В.Я. Гюнтера был разработан приемопередающий модуль активной фазированной антенной решетки (АФАР). Ученым удалось устранить расфокусирование АФАР при работе модуля в условиях изменения температуры окружающей среды в широких пределах.
В 2010 году ученым была разработана радиолокационная обзорная станция с непрерывным излучением, включающая в себя формирователь  зондирующего сигнала с периодическим изменением фазы, опорный генератор непрерывного колебания, антенну, циркулятор, малошумящий усилитель, квадратурный смеситель, согласованный фильтр.
Всего Гюнтером В.Я.  было получено более 10 патентов на изобретения и полезные модели.
В 2013 году Фонд содействия развитию малых форм предприятий в научно-технической сфере (фонд Бортника) учредил премию имени Виктора Гюнтера.
25 марта 2015 года компания «Микран» открыла завод радиоэлектронной аппаратуры, названный в честь В. Я. Гюнтера.

### Награды
- Занесение на Доску Почёта ТИАСУР (1983)
- Почётная грамота Минвуза России (1984)
- Почётная грамота обкома профсоюза (1987)
- Медаль имени М. В. Келдыша «За заслуги перед отечественной космонавтикой» Федерации космонавтики России (2002)
- Медаль ордена «За заслуги перед Отечеством» 2-й степени (2004)[6]
- Национальная памятная медаль «За заслуги в укреплении конкурентоспособности России» (2004)
- Медаль Российской общественной комиссии Петра Великого «За трудовую доблесть» в номинации «За самоотверженный труд на благо России» (2004)[7]
- Почётное звание «Человек года» по итогам конкурса Томской области в номинации «Предприниматель года» (2004)
- Орден Почёта (2011)[8]
- Почётный гражданин города Томска (2012)[9]